# Пілотований космічний апарат
Пілотований космічний апарат — космічний апарат, що має системи життєзабезпечення і керування польотом, призначений для життя, роботи або іншої діяльності однієї або кількох осіб в космічному просторі.

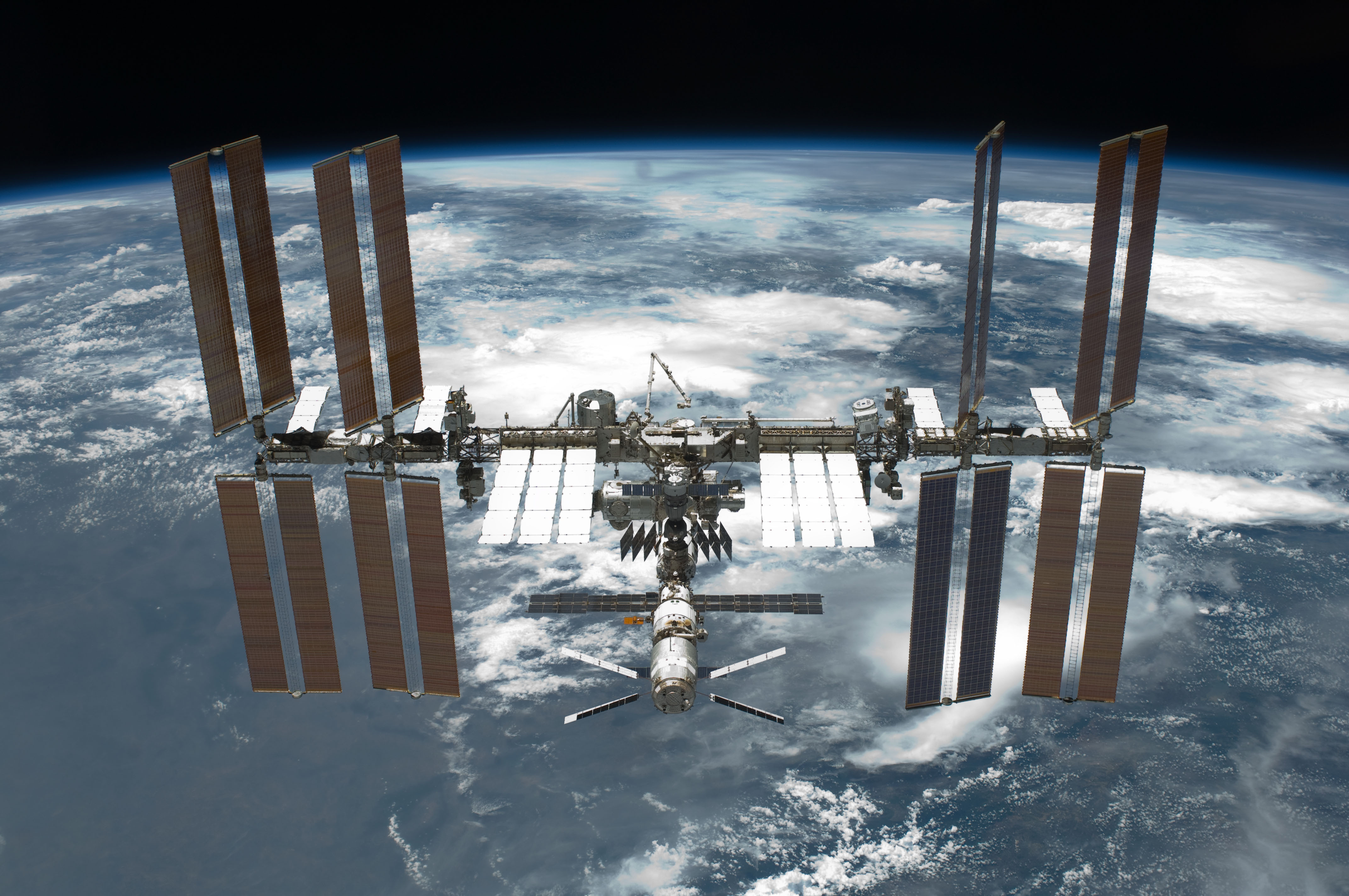
Міжнародна космічна станція, найбільша космічна станція, побудована людством

Нині (початок XXI ст.), пілотованими космічними апаратами називають пілотовані космічні кораблі і пілотовані орбітальні станції.
- Пілотованими космічними кораблями називають космічні апарати, призначені для нетривалого (до трьох тижнів) польоту людей у космічному просторі, виконання завдань, і безпечного повернення екіпажу на Землю. Рекордна тривалість польоту космічного корабля — 17 діб 16 годин 58 хвилин 55 секунд; радянський космічний корабель Союз-9, з 1 по 19 червня 1970 року. Наразі розробляються Dragon 2, CST-100 Starliner та Оріон.

- Орбітальними станціями називають космічні апарати, призначені для довготривалого (від кількох місяців до кількох років) перебування на орбіті людей для проведення науково-дослідницьких, технічних тощо робіт. Починаючи з 31 жовтня 2000 року, тривалість безперервного перебування людей на борту міжнародної космічної станції (у добах) 8911.

Пілотованими космічними апаратами управляють екіпажі, оператори наземних центрів керування польотами або системи автоматики. Нині зазвичай використовують поєднання усіх трьох способів, для максимального використання переваг і усунення недоліків кожного методу.
Основна складність при конструюванні цього класу космічних апаратів — створення надійної і ефективної системи життєзабезпечення, що має підтримувати необхідні: склад, тиск, вологість, і температуру атмосфери в герметичних відсіках, видаляти відходи життєдіяльності людини і шкідливі випари матеріалів конструкції. У тривалих космічних польотах також треба забезпечити можливість відновлення кисню з насиченого вуглекислим газом повітря, що видихається, і води з рідких відходів життєдіяльності.